# BRNO16
BRNO16 (zkráceně B16, dříve Brněnská 16) je mezinárodní festival krátkých filmů, který se koná od roku 1960 v Brně.
Svůj název odvozuje od slangového výrazu pro filmový formát o šířce 16 mm (dříve byl jedním z nejužívanějších, pro amatéry byl vrcholem, od něhož vedla přímá cesta mezi profesionální filmaře). První ročník festivalu se konal v roce 1960 a byl původně koncipován jako přehlídka amatérského hraného filmu natočeného na 16mm formát, od 70. let se otevřel dalším rozměrům, tématům i tvůrcům. Náměty ze socialistického života postupně vystřídaly příběhy ze všech oblastí lidského bytí. Mnozí z oceněných autorů se stali uznávanými profesionály ve filmové branži, např. Tomáš Vorel, Saša Gedeon, Bohdan Sláma, Karin Babinská a jiní.
Do soutěže jsou přijímány krátkometrážní filmy (délka 1–30 minut), které nevznikly na komerční bázi a pro komerční využití. Soutěže se mohou zúčastnit amatéři, nezávislí filmoví tvůrci i posluchači filmových škol. Součástí festivalového programu jsou i doprovodné a doplňkové akce: semináře, výstavy, studijní projekce zajímavých snímků, překračujících žánr hraného filmu, filmové kolekce představující tvorbu filmových škol, diskuse a setkání s tvůrci.